# Tang lễ cấp quốc gia

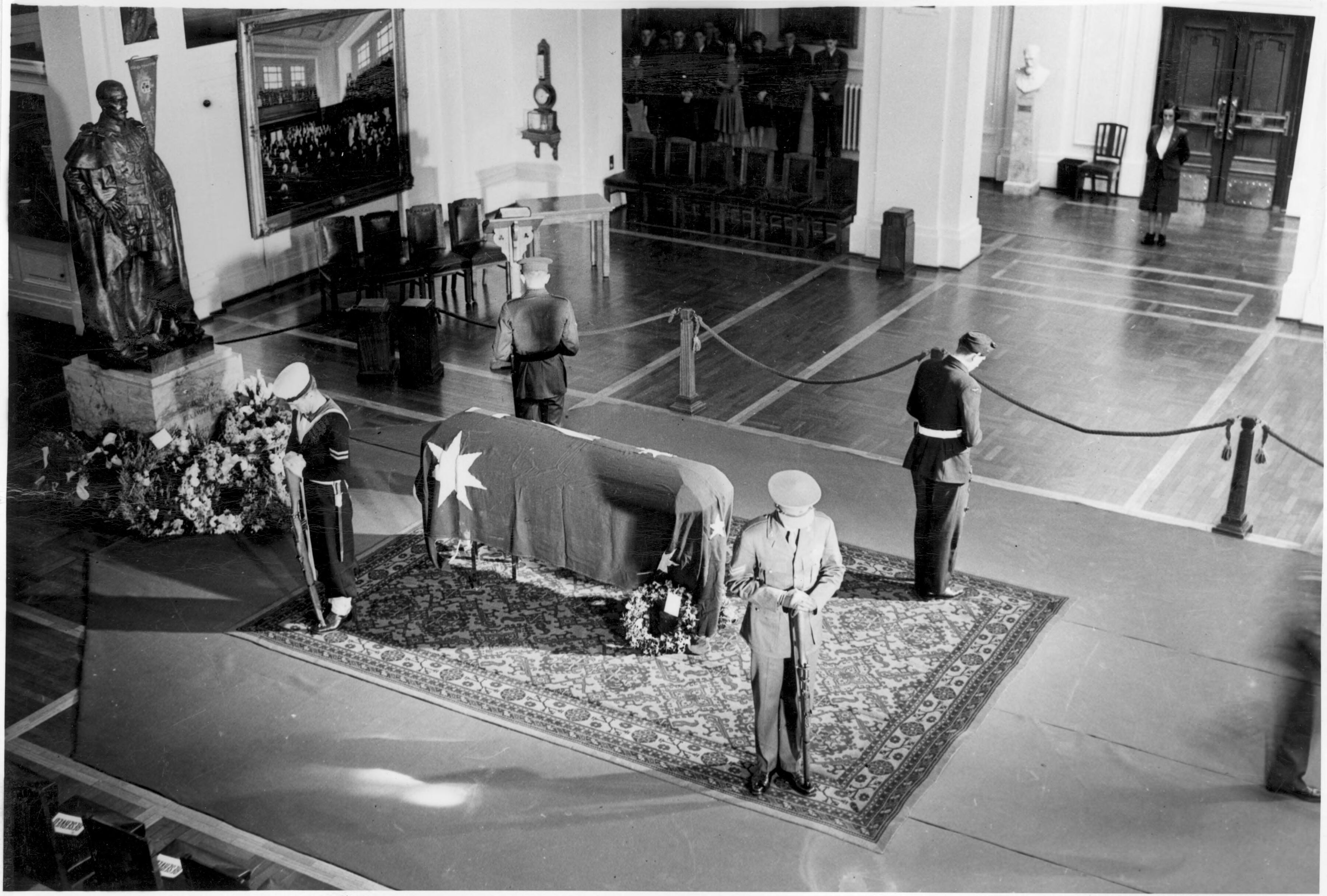
Quan tài của John Curtin, Thủ tướng Úc từ 1941 đến 1945, vào ngày 6 tháng 7 năm 1945

Tang lễ cấp quốc gia hay lễ tang cấp Nhà nước (tiếng Anh: state funeral) là lễ tang công khai, tuân thủ các quy tắc nghi thức nghiêm ngặt, được tổ chức để vinh danh những người có tầm quan trọng đối với quốc gia.

## Theo quốc gia

### Hoa Kỳ
Ở Hoa Kỳ, tang lễ cấp quốc gia là nghi lễ tang lễ chính thức do chính quyền liên bang tổ chức tại thủ đô Washington, D.C., dành cho tổng thống đương nhiệm hoặc cựu tổng thống, tổng thống đắc cử, các quan chức chính phủ cấp cao và những công dân khác có công đặc biệt trong việc phục vụ đất nước.

### Vương quốc Liên hiệp Anh
Ở Vương quốc Anh, tang lễ cấp quốc gia thường dành riêng cho các quân chủ. Gần đây nhất là tang lễ cấp quốc gia của Nữ hoàng Elizabeth II vào ngày 19 tháng 9 năm 2022.